# Marist Football Club
Marist Football Club é um clube de futebol salomonense com sede em Honiara. Disputa atualmente a primeira divisão nacional.

## Ligações Externas
Facebook oficial